# Redemptionis Sacramentum
Redemptionis Sacramentum é o título de uma instrução sobre a maneira correta de celebrar a missa no rito romano e, com as necessárias adaptações, em outros ritos litúrgicos latinos. Foi emitido pela Congregação para o Culto Divino e Disciplina dos Sacramentos, em 25 de março de 2004. 
Como razão para a emissão do documento, a Congregação declarou: "Assim, não se pode calar ante aos abusos, inclusive gravíssimos, contra a natureza da Liturgia e dos sacramentos, também contra a tradição e autoridade da Igreja, abusos que em nossos tempos, não raramente, prejudicam as Celebrações litúrgicas em diversos âmbitos eclesiais. Em alguns lugares, os abusos litúrgicos se têm convertido em um costume, no qual não se pode admitir e se deve terminar".
A Congregação declarou: "O Mistério da Eucaristia é demasiado grande «para que alguém possa permitir tratá-lo ao seu arbítrio pessoal, pois não respeitaria nem seu caráter sagrado, nem sua dimensão universal». Quem age contra isto, cedendo às suas próprias inspirações, embora seja sacerdote, atenta contra a unidade substancial do Rito romano, que se deve cuidar com decisão, e realiza ações que, de nenhum modo, correspondem com a fome e a sede do Deus Vivo, que o povo de nossos tempos experimenta, nem a um autêntico zelo pastoral, nem serve à adequada renovação litúrgica, mas sim defrauda o patrimônio e a herança dos fiéis com atos arbitrários que não beneficiam a verdadeira renovação e sim lesionam o verdadeiro direito dos fiéis à ação litúrgica, à expressão da vida da Igreja, de acordo com sua tradição e disciplina. Além disso, introduzem na mesma celebração da Eucaristia elementos de discórdia e de deformação, quando ela tem, por sua própria natureza e de forma eminente, de significar e de realizar admiravelmente a Comunhão com a vida divina e a unidade do povo de Deus".